# Sapium ciliatum
Sapium ciliatum là một loài thực vật có hoa trong họ Đại kích. Loài này được Hemsl. miêu tả khoa học đầu tiên năm 1901.